# ديريك براون (لاعب كرة قدم أمريكية أمريكي)
ديريك براون (بالإنجليزية: Derek Brown)‏ هو لاعب كرة قدم أمريكية أمريكي، ولد في 31 مارس 1970 في فيرفاكس في الولايات المتحدة.

## وصلات خارجية
- ديريك براون على موقع مرجع كرة القدم المحترفة.كوم (الإنجليزية)